# Joshua Liendo
Joshua „Josh“ Liendo Edwards (* 20. August 2002 in Toronto) ist ein kanadischer Schwimmer. Bei den Olympischen Sommerspielen 2024 gewann er die Silbermedaille über 100 Meter Schmetterling. Er gewann bis 2024 bei Weltmeisterschaften zwei Silber- und zwei Bronzemedaillen auf der 50-Meter-Bahn sowie eine Goldmedaille und zwei Bronzemedaillen auf der 25-Meter-Bahn. Hinzu kamen einmal Gold und dreimal Bronze bei den Commonwealth Games.

## Sportliche Karriere
Joshua Liendo schwimmt für das High Performance Center in Toronto.

### Die Jahre bis zum Olympiajahr 2021
Liendo nahm an den Olympischen Jugendspielen 2018 in Buenos Aires teil. Bei seinen Einzelstarts im Freistilschwimmen und im Schmetterlingsschwimmen erreichte er kein Finale. Mit der 4-mal-100-Meter-Lagenstaffel wurde er Sechster und mit der 4-mal-100-Meter-Mixed Lagenstaffel Siebter. 2019 bei den Weltmeisterschaften in Gwangju schwamm die kanadische 4-mal-100-Meter-Lagenstaffel mit Markus Thormeyer, Richard Funk, Joshua Liendo und Yuri Kisil die zehntbeste Vorlaufzeit. Einen Monat später bei den Juniorenweltmeisterschaften 2019 in Ungarn wurde Liendo mit der 4-mal-100-Meter-Freistilstaffel Vierter und mit der 4-mal-100-Meter-Lagenstaffel Dritter. Über 100 Meter Freistil gewann er Silber. Hinzu kam der dritte Platz mit der 4-mal-100-Meter-Mixed-Lagenstaffel und der vierte Platz mit der 4-mal-100-Meter-Mixed-Freistilstaffel.
Wegen der COVID-19-Pandemie fanden die eigentlich für 2020 geplanten Olympischen Spiele in Tokio erst 2021 statt. In der 4-mal-100-Meter-Freistilstaffel erreichten Brent Hayden, Joshua Liendo, Ruslan Gaziev und Yuri Kisil das Finale mit der siebtbesten Vorlaufzeit. Im Endlauf wurden Brent Hayden, Joshua Liendo, Yuri Kisil und Markus Thormeyer Vierte und lagen 0,6 Sekunden hinter den drittplatzierten Australiern. Über 100 Meter Freistil und über 100 Meter Schmetterling erreichte Liendo das Halbfinale, nur über 50 Meter Freistil schied er bereits im Vorlauf aus. Die kanadische 4-mal-100-Meter-Lagenstaffel mit Markus Thormeyer, Gabe Mastromatteo, Joshua Liendo und Yuri Kisil erreichte das Finale und belegte den siebten Platz.
Ende 2021 fanden die Kurzbahnweltmeisterschaften in Abu Dhabi statt. Die 4-mal-50-Meter-Mixed-Freistilstaffel mit Joshua Liendo, Yuri Kisil, Rebecca Smith und Katerine Savard erreichte das Finale mit der siebtschnellsten Vorlaufzeit. Im Finale waren Liendo, Kisil, Kayla Sanchez und Margaret Mac Neil drei Sekunden schneller als die Vorlaufstaffel und gewannen den Titel mit 0,06 Sekunden Vorsprung vor dem Quartett aus den Niederlanden. Alle sechs Beteiligten aus Kanada erhielten eine Goldmedaille. Über 50 Meter Freistil erkämpfte Liendo Bronze hinter Benjamin Proud aus dem Vereinigten Königreich und Ryan Held aus den Vereinigten Staaten. Über 100 Meter Freistil siegte der Italiener Alessandro Miressi dahinter schlugen Held und Liendo als Zweiter und Dritter an.

### Die Jahre von 2022 bis zum Olympiajahr 2024
2022 bei den Weltmeisterschaften in Budapest erreichte die 4-mal-100-Meter-Freistilstaffel mit Joshua Liendo, Ruslan Gaziev, Javier Acevedo und Yuri Kisil den sechsten Platz. Über 100 Meter Freistil gewann der Rumäne David Popovici mit 0,06 Sekunden Vorsprung vor dem Franzosen Maxime Grousset, weitere 0,07 Sekunden dahinter erkämpfte Liendo die Bronzemedaille. Über 50 Meter Freistil wurde Liendo Fünfter. Über 100 Meter Schmetterling siegte der Ungar Kristóf Milák mit 0,8 Sekunden Vorsprung vor dem Japaner Naoki Mizunuma, 0,03 Sekunden hinter dem Japaner schlug Liendo als Dritter an. Die 4-mal-100-Meter-Mixed-Freistilstaffel mit Liendo, Acevedo, Kayla Sanchez und Penny Oleksiak gewann die Silbermedaille hinter dem australischen Quartett. Für ihren Einsatz im Vorlauf erhielten auch Ruslan Gaziev, Taylor Ruck und Margaret Mac Neil eine Silbermedaille.
Einen Monat später bei den Commonwealth Games in Birmingham erkämpfte die 4-mal-100-Meter-Mixed-Freistilstaffel mit Javier Acevedo, Joshua Liendo, Rebecca Smith und Margaret Mac Neil die Bronzemedaille hinter Australien und England. Ebenfalls Dritte wurde die 4-mal-100-Meter-Freistilstaffel mit Joshua Liendo, Ruslan Gaziev, Finlay Knox und Javier Acevedo. Bei seinen Einzelstarts wurde Liendo Sechster über 50 Meter Schmetterling und Siebter über 100 Meter Freistil. Über 100 Meter Schmetterling gewann Liendo Gold mit 0,16 Sekunden Vorsprung auf die zeitgleichen Zweiten James Guy aus England und Matthew Temple aus Australien. Über 50 Meter Freistil schließlich wurde er Dritter hinter Benjamin Proud und dessen englischem Landsmann Lewis Burras.
2023 bei den Weltmeisterschaften in Fukuoka belegte die kanadische 4-mal-100-Meter-Freistilstaffel mit Joshua Liendo, Ruslan Gaziev, Finlay Knox, und Javier Acevedo den fünften Platz. Nachdem Liendo über 50 Meter Schmetterling und über 100 Meter Freistil im Halbfinale ausgeschieden war, erreichte er über 50 Meter Freistil und über 100 Meter Schmetterling das Finale. Er zog allerdings auf der kurzen Freistilstrecke den Endlaufstart zurück. Über 100 Meter Schmetterling wurde er mit 0,2 Sekunden Rückstand Zweiter hinter Maxime Grousset. Die 4-mal-100-Meter-Lagenstaffel mit Javier Acevedo, James Dergousoff, Joshua Liendo und Ruslan Gaziev erreichte den siebten Platz. Die 4-mal-100-Meter-Mixed-Freistilstaffel mit Joshua Liendo, Ruslan Gaziev, Margaret Mac Neil und Mary-Sophie Harvey belegte den vierten Platz, hatte aber über zwei Sekunden Rückstand auf die Medaillenränge.
Im Mai 2024 siegte Liendo bei den kanadischen Olympiaausscheidungen über 100 Meter Schmetterling sowie über 50 und 100 Meter Freistil. Bei den Olympischen Spielen in Paris belegte er zunächst den sechsten Platz mit der kanadischen 4-mal-100-Meter-Freistilstaffel, die in der Besetzung Joshua Liendo, Yuri Kisik, Finlay Knox und Javier Acevedo antrat. Nachdem Liendo über 100 Meter Freistil im Halbfinale ausgeschieden war, erreichte er das Finale über 50 Meter Freistil als Nachrücker, da der Franzose Maxime Grousset zurückgezogen hatte. Im Finale schlug Liendo als Vierter an mit 0,02 Sekunden Rückstand auf den Drittplatzierten. Über 100 Meter Schmetterling siegte der Ungar Kristóf Milák in 49,90 Sekunden vor Liendo in 49,99 Sekunden. Dritter wurde Liendos Landsmann Ilya Kharun in 50,45 Sekunden. Die 4-mal-100-Meter-Mixed-Lagenstaffel erreichte den fünften Platz in der Besetzung Kylie Masse, Finlay Knox, Joshua Liendo und Margaret Mac Neil, wobei Mac Neil als einzige aus dem kanadischen Team sowohl im Vorlauf als auch im Finale eingesetzt wurde.